# Sakura
|  | Per a altres significats, vegeu «Sakura (desambiguació)». |

Sakura (en japonès kanji, 桜 o 櫻; katakana, サクラ; hiragana, さくら) també coneguda com a cirerer japonès, és una flor de molts arbres del gènere Prunus. Són espècies comunes a l'est d'Àsia, incloent la Xina, Corea i especialment al Japó. Generalment es refereixen als cirerers ornamentals, que no s'han de confondre amb els cirerers que produeixen fruits per menjar. Es considera la flor nacional del Japó.

## Simbolisme
La floració efímera dels cirerers s'ha associat amb la mort, i les flors tenen un fort simbolisme al Japó utilitzat en la pintura, la literatura (avui també el manga i anime) i la música. Com a element decoratiu, es representa la flor sobre tota la mena de béns de consum: quimono, papereria i vaixella.
Durant la Segona Guerra Mundial, el sakura es va utilitzar per motivar i avivar el nacionalisme. Els kamikazes japonesos pintaven flors de cirerer als costats dels seus avions, o se n'emportaven unes branques, abans d'una missió suïcida. Es tiraven pètals de cirerer per honorar els que anaven a morir pel seu emperador.
En les seves empreses colonials, el Japó sovint plantava cirerers com a mitjà d'expressió de l'ocupació del territori. Per aquesta raó, els arbres del Palau de Gyeongbok, a Seül, es van talar per celebrar el cinquantè aniversari de l'alliberament del colonialisme japonès.
La majoria d'escoles i edificis públics japonesos tenen plantats arbres de sakura.

## Observació de flors
Com a mínim des del 794, la noblesa de Kyoto plantava cirerers com a ornament dels seus camps.
L'observació de flors (hanami, 花見) s'ha convertit en un fenomen social. Cada any el servei meteorològic japonès informa del front de floració que va de sud a nord. Comença a Okinawa al gener i arriba a Kyoto i Tòquio a final de març o començament d'abril. Els festivals hanami se celebren reunint-se familiars i amics en els parcs i compartint els aliments, com un pícnic, a l'ombra dels sakura mentre observen la floració. Aquest costum té uns quants segles d'antiguitat, i a les cròniques Nihon Shoki (del segle VIII) hi ha registrat festivals celebrats hanami al segle iii.